# أليس غلاس
أليس غلاس هي مغنية كندية، ولدت في 23 أغسطس 1988 في تورونتو في كندا.

## وصلات خارجية
- الموقع الرسمي
- أليس غلاس على موقع ميوزك برينز (الإنجليزية)
- أليس غلاس على موقع أول ميوزيك (الإنجليزية)
- أليس غلاس على موقع ديسكوغز (الإنجليزية)